# Zbiornik Pogoria I

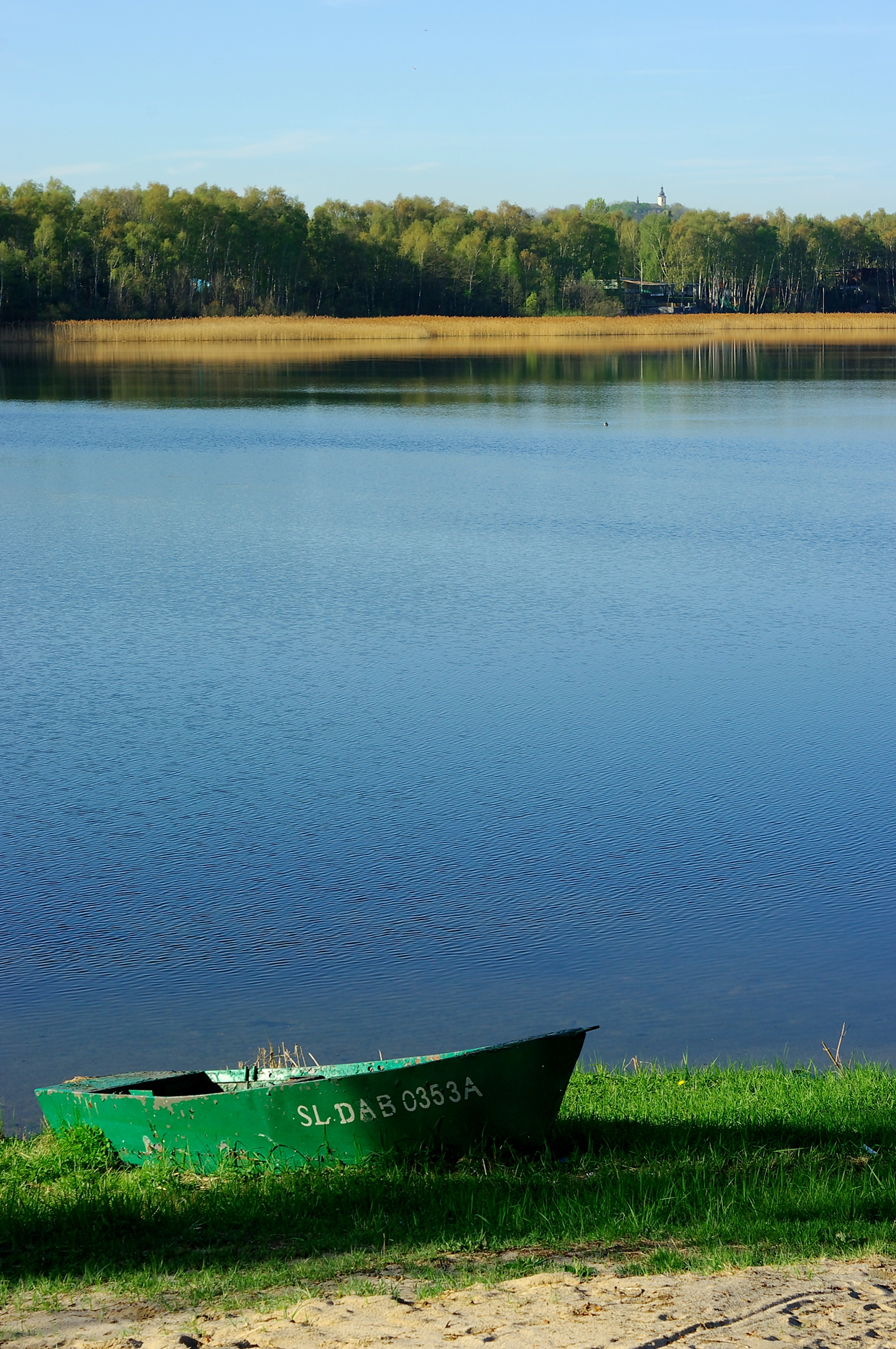
Jezioro Pogoria I wiosną

Zbiornik Pogoria I – zbiornik poeksploatacyjny (popiaskowy) w zlewni cieku Pogoria powstały na przełomie lat 30. i 40. XX wieku (lata 1938-1945). Powierzchnia lustra wody przy maksymalnym poziomie piętrzenia wynosi 75 ha, długość – 1,62 km, szerokość średnia – 0,46 km, szerokość maksymalna – 0,76 km, wskaźnik wydłużenia zbiornika – 2,13. Linia brzegowa ma długość 4 km. Jezioro poeksploatacyjne ma pojemność ok. 3,6 mln m³, przy czym głębokość średnia wynosi 4,8 m, a maksymalna 7,8 m.
Zbiornik spełnia funkcje przyrodnicze i krajobrazowe, wraz z otoczeniem służy również ochronie przyrody. Pierwszy użytek ekologiczny utworzono w lipcu 1993 roku pod nazwą „Pogoria I” (ochroną został objęty obszar rozciągający się w południowo-wschodnim sektorze jeziora – jest to pas przybrzeżny o długości około 150 m i szerokości około 80 m porośnięty szuwarem trzcinowym o dogodnych warunkach do życia i rozmnażania się wielu gatunków ptaków wodno-błotnych, a także pełni funkcję tarliska dla ryb), drugi natomiast to „Młaki nad Pogorią I” jako niezatopiony fragment dawnego poziomu eksploatacyjnego (utworzony w maju 1996 r. w pobliżu osiedla Pogoria dla zachowania rzadkich siedlisk torfowiskowych z unikatową w kraju roślinnością młak i mszystych moczarów). Zaplecze w postaci bazy noclegowej i gastronomicznej a także towarzyszącej, decyduje o znaczeniu turystyczno-rekreacyjnym zbiornika. Jest miejscem uprawiania wędkarstwa i żeglarstwa, a także nadwodnego wypoczynku na bazie kąpielisk przy licznych ośrodkach wypoczynkowych lub urządzonych kąpielisk miejskich.